# CBJ-FM
CBJ-FM est une station de radio canadienne francophone située à Saguenay, dans la province de Québec. Elle est détenue et opérée par la Société Radio-Canada et affiliée à son réseau généraliste ICI Radio-Canada Première.

## Histoire
En 1933, la Commission canadienne de la radiodiffusion (qui deviendra la Société Radio-Canada en 1936), inaugure à Chicoutimi la station bilingue CRCS qui deviendra exclusivement francophone lorsqu'elle est renommée CBJ en 1938.
Lancée à la fréquence 1 120 kHz en modulation d'amplitude, la station change de fréquence en 1941 pour diffuser au 1 240 kHz pour à nouveau changer pour le 1580 kHZ à une date inconnue.
En 1998, la Société Radio-Canada obtient l'autorisation du CRTC afin de transférer la station sur la bande FM et de diffuser à la fréquence 93,7 MHz.

## Programmation régionale
- C'est jamais pareil - Lundi au vendredi de 6h00 à 9h00
- Place publique - Lundi au vendredi de 15h00 à 18h00

### Programmation inter-régionale
- Samedi et rien d'autre - Samedi de 7h00 à 11h00 - Émission produite par CBF-FM Montréal et diffusée sur toutes les stations d'ICI Radio-Canada Première de la province de Québec.
- Certains jours lors de la période des fêtes de fin d'année de 6h00 à 9h00 - Émission produite en alternance par CBJ-FM et CHLM-FM et diffusée sur ces deux stations.
- Certains jours lors de la période des fêtes de fin d'année de 15h30 à 18h00 - Émission produite en alternance par CBJ-FM et CHLM-FM et diffusée sur ces deux stations.
- Dessine-moi un été - Samedi de 6h30 à 11h00 (période estivale) - Émission produite par CBF-FM Montréal et diffusée sur toutes les stations d'ICI Radio-Canada Première de la province de Québec.

## Émetteurs
| Villes                    | Identifiant | Fréquence | Puissance    | Classe | Coordonnées géographiques,   | Décision CRTC |
| ------------------------- | ----------- | --------- | ------------ | ------ | ---------------------------- | ------------- |
| Saguenay (Station source) | CBJ-FM      | 93.7 FM   | 50 000 watts | B      | 48° 25′ 29″ N, 71° 06′ 30″ O | 98-215        |
| Chibougamau               | CBJ-FM-1    | 91.9 FM   | 420 watts    | A      | 49° 52′ 29″ N, 74° 02′ 58″ O |               |
| Chapais                   | CBJ-2       | 1140 AM   | 40 watts     | LP     | 49° 47′ 04″ N, 74° 51′ 43″ O |               |
| Dolbeau-Mistassini        | CBJ-FM-3    | 93.1 FM   | 38 200 watts | B      | 48° 53′ 08″ N, 72° 20′ 27″ O |               |
| L'Anse-Saint-Jean         | CBJ-FM-4    | 101.9 FM  | 850 watts    | B1     | 48° 11′ 37″ N, 70° 10′ 36″ O | 2018-399      |
| Saguenay (La Baie)        | CBJ-FM-6    | 102.1 FM  | 1 138 watts  | A      | 48° 21′ 08″ N, 70° 53′ 54″ O | 2016-375      |